# Erdőkertes
Erdőkertes è un comune dell'Ungheria di 6.024 abitanti (dati 2001) situato nella contea di Pest, nell'Ungheria settentrionale.